# اورهان چیکیریکچی
اورهان چیکیریکچی (انگلیسی: Orhan Çıkırıkçı؛ زادهٔ ۱۵ آوریل ۱۹۶۷) بازیکن فوتبال اهل ترکیه است.
از باشگاه‌هایی که در آن بازی کرده‌است می‌توان به باشگاه فوتبال ترابزون‌اسپور و باشگاه فوتبال اسکی‌شهراسپور اشاره کرد.
وی همچنین در تیم ملی فوتبال ترکیه بازی کرده‌است.